# シャーシ
シャーシ（フランス語: châssis [ˈʃasi]、英語: chassis [ˈʃæsi(ː), ˈtʃæsi(ː)]）とは枠組み（フレームワーク）のこと。この枠組みは動かない物体を支えるもの。動物の骨格にたとえられる。例としては、モーター・ビークルや銃などで使用されている。
シャシ、シャシー、シャーシーともいう。技術系では古くから長音を嫌うため、フランス語の発音に近いシャシが多く用いられる。近年はシャシーやシャーシーということも増えている。しかし一般的な呼び名で多く用いられるのは現在でもシャーシとなっている。上の英語の発音記号にも示されるが「チャーシー」と言う英語圏の人も少なくない。
自動車、戦車などの車両用途では車台という訳語も当てはめられているが、他の分野では適用できない。

## 使用例

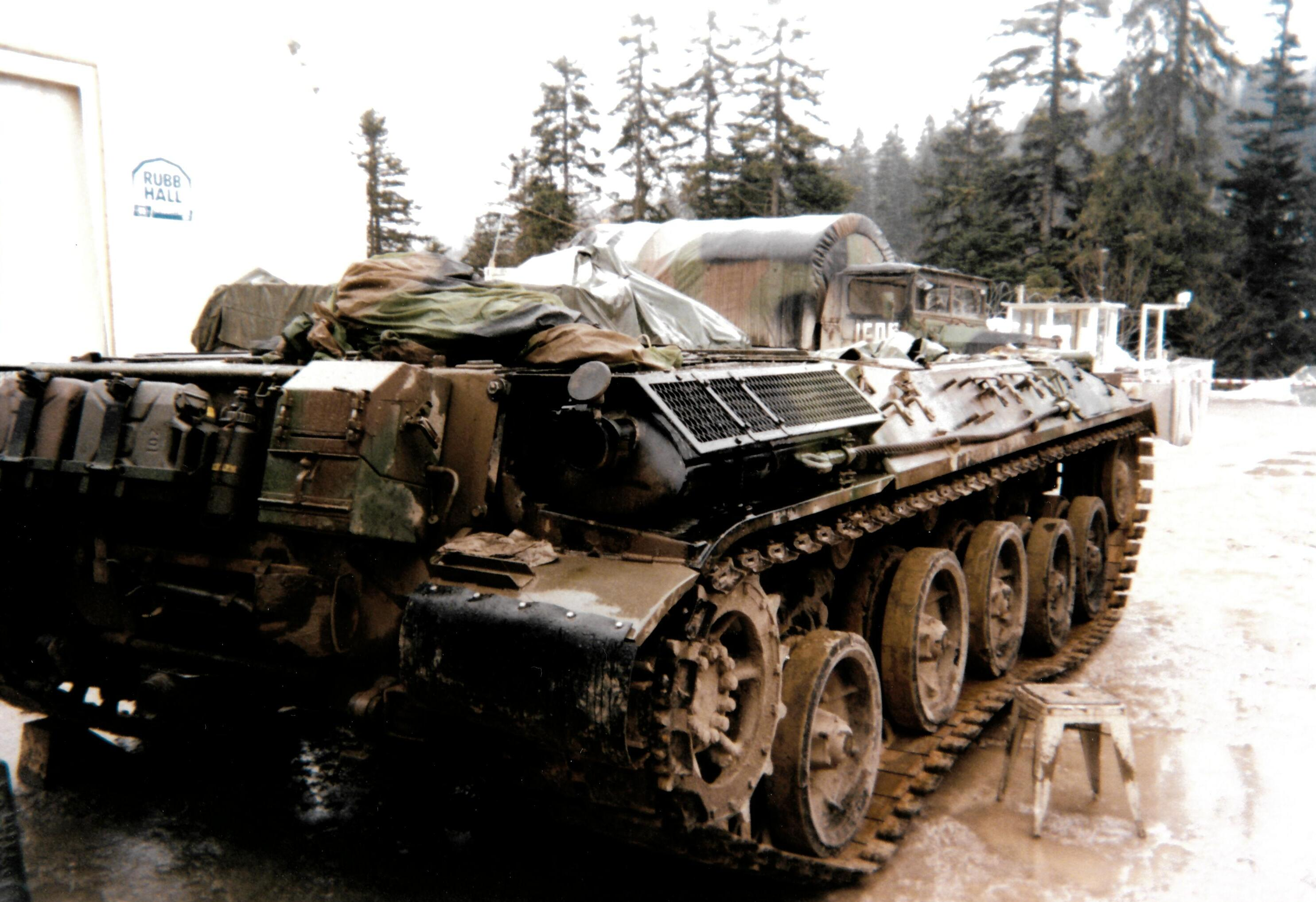
An AMX 30 AuF1 修理中の車台

### 自動車
自動車におけるシャーシについては、シャシ (自動車)を参照。また物流用語でトレーラーを意味するシャーシについては牽引自動車を参照のこと。

### 戦車
戦車におけるシャーシとは、「戦車車台」下部を指し、無限軌道・エンジン・操縦席・乗員区画が含まれる。
漢字では「車台」と表記され、「車体」（hull：ハル）下部を指す。
「戦車車台」とは、「車体」上部までを含んだ、戦車全体から砲塔を除いた部分を指す。「戦車車台」は装甲兵員輸送車や工兵部隊用車両などのベースとしても使われる。

### 飛行機
英語では、飛行機の降着装置を指してシャーシと呼ぶことがある。この場合、胴体や翼などの構造は含まない。日本語では、航空機の構造に対してシャーシと呼ぶことはまずない。

### 電子機器

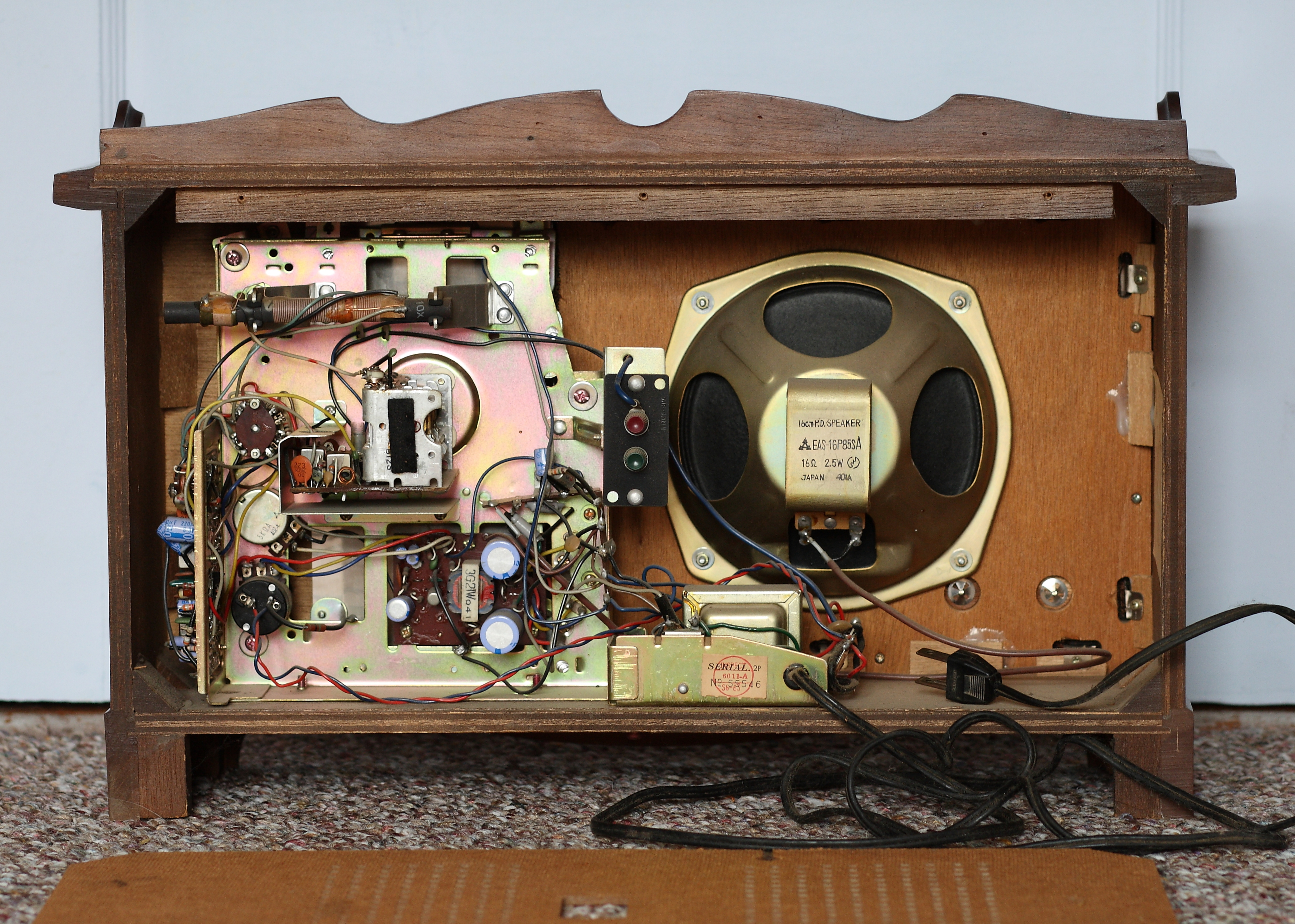
大きな鉄板のシャーシを左側、右にスピーカーを配したトランジスタ化初期の据え置き型ラジオの裏面

テレビ、ラジオなどの電子機器におけるシャーシとは、メタルフレームでサーキットボード（基板）やその他電子部品が装着される場所となる。メタルフレームがない場合には、サーキットボードと構成部品そのものを指す。この場合、物理的に構造物を指し示すものではない。
構造物としてのシャーシは、プリント基板を主体とする以前の真空管や初期のトランジスタによる電子機器の基礎となる金属フレームであり、メッキを施した鉄板やアルミ板が主な素材となった。電子部品が大きく重量もある場合はプリント基板だけでは支えきれず強度も得られない。

### コンピュータ
コンピュータにおけるシャーシとは、堅牢な枠組みの部分のことである。パーソナルコンピュータでは、マザーボードや磁気ディスクなどが取り付けられる。